# Georgier

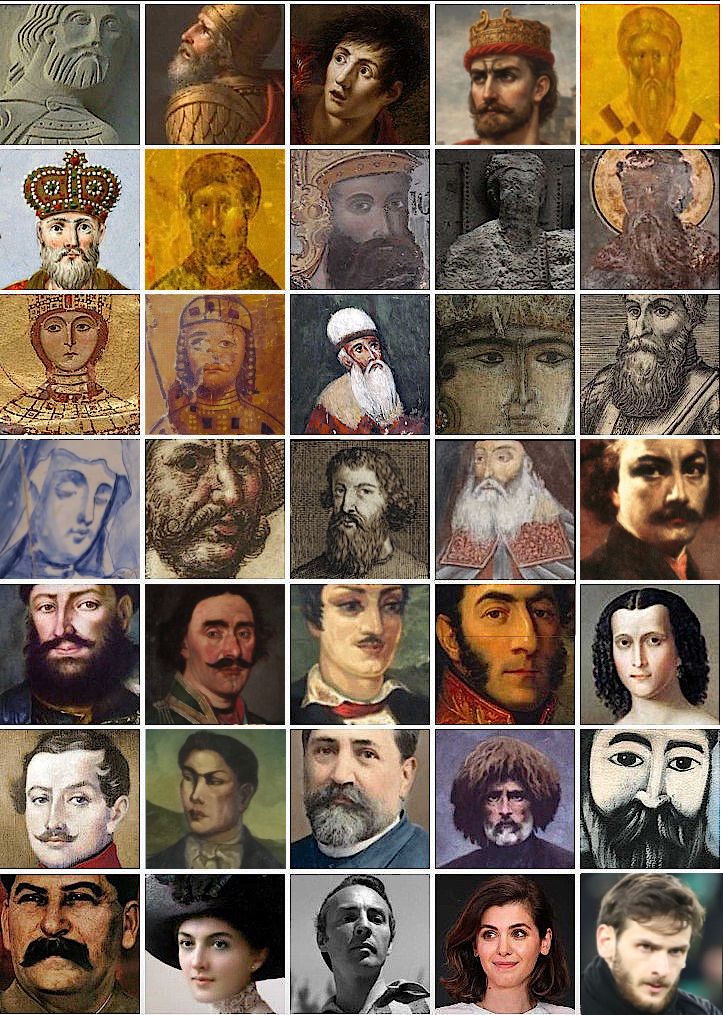
Parnawas I., Pharasmanes I, Rhadamistos, Pharasmanes II, Petrus der Iberer, Wachtang I. Gorgassali, Hilarion der Iberer, Tornike Eristawi, Dawit III, George der Iberer, Maria Bagrationi, Dawit IV. der Erbauer, Schota Rustaweli, Königin Tamar, Simon I, Königin Ketewan, Giorgi Saakadse, Anthim der Iberer, Wachtang VI., Dawit Guramischwili, Erekle II., Solomon I, Besiki, Pjotr Bagration, Nino von Mingrelien, Alexander Tschawtschawadse, Nikolos Barataschwili, Ilia Tschawtschawadse, Wascha-Pschawela, Niko Pirosmani, Josef Stalin, Meri Eristawi, George Balanchine, Katie Melua, Khatia Buniatishvili

Die Georgier (georg. ქართველები/Kartwelebi) im weiteren Sinne sind die Bewohner des kaukasischen Staates Georgien und im engeren Sinne die größte Bevölkerungsgruppe des Landes, die Sprecher der georgischen Sprache. Der georgische Name Kartweli (Georgier) wird von Kartli abgeleitet, einer Region in Zentralgeorgien. Eine andere Deutung des Namens geht auf Kartlos zurück, den Sohn des Targamos, des Urenkels Noahs, den mythischen Urvater des georgischen Volkes. Nach dieser Legende rührt der Name Kartli in Zentralgeorgien von Kartlos her, da dieser nach seinem Tod in diesem Fürstentum begraben wurde.

## Verbreitung
Etwa 3,2 der etwa 4 Millionen Georgier leben in Georgien (ca. 83 % der Bevölkerung), weitere 158.000 in der Türkei (dort vor allem in den ehemaligen georgischen Provinzen Tao-Klardscheti), 157.000 in Russland, 100.000 im Iran, 35.000 in der Ukraine sowie ca. 16.300 in Aserbaidschan. Weitere 200.000 Georgier leben in anderen Ländern, darunter Kanada, den USA, Frankreich, Deutschland, dem Vereinigten Königreich und den Niederlanden.

## Abstammung und Geschichte
Die Georgier sind vermutlich aus der Verschmelzung verschiedener südwestkaukasischer Stämme entstanden. Sie wurden ab dem 4. Jahrhundert durch eine kappadokische Predigerin, die spätere Heilige Nino, christianisiert. Einige Regionen wie z. B. Adscharien wurden im Zuge der islamischen Expansion zum Teil islamisiert, die deutliche Mehrheit der Bevölkerung blieb jedoch auch in diesen Gebieten christlich. 
Von etwa 900 bis 1800 wurden die georgischen Regionen zunächst vereint als Königreich Georgien und später in mehreren Staaten von der georgischen Bagratidendynastie regiert. Ab 1801 wurde das Gebiet der Georgier nach und nach von Russland annektiert. 1918 wurde eine unabhängige Republik, die Demokratische Republik Georgien, errichtet, die jedoch bereits drei Jahre später von der Sowjetunion annektiert wurde. Seit 1991 ist Georgien erneut unabhängig.

## Sprache
Die georgische Sprache gehört zum südlichen Zweig der kaukasischen Sprachen und ist mit der mingrelischen, lasischen und swanischen Sprache eng verwandt. Die Georgier benutzen für ihre Sprache eigene Schriftzeichen, die georgische Schrift, die in der Spätantike entstand.

## Bekannte Georgier
- Boris Akunin (Grigory Chkhartishvili), russischsprachiger Schriftsteller
- Nino Ananiaschwili, Primaballerina in Moskauer Bolschoi-Theater
- Pjotr Iwanowitsch Bagration, Feldherr der russischen Armee
- George Balanchine (Balantschiwadse), Choreograf und Mitbegründer der New York City Ballet
- Lisa Batiashvili, Violinistin
- Lawrenti Beria, sowjetischer Politiker und Chef der Sicherheitsdienste der Sowjetunion
- Alexander Borodin (Gedevanischwili) Mediziner, Chemiker, Komponist
- Khatia Buniatishvili, Pianistin
- Paata Burtschuladse, Opernsänger
- Anna Dogonadze, Olympiasiegerin für Deutschland
- Micheil Gelowani, Regisseur und Schauspieler
- Tamas Gamqrelidse, Linguist, Orientalist
- Nona Gaprindaschwili, ehemalige Schachweltmeisterin
- Aleksandre Iaschwili, Fußballspieler
- Otar Iosseliani, Regisseur
- Liana Issakadse, Violinistin
- Bidsina Iwanischwili, Unternehmer, Politiker und Oligarch
- Kacha Kaladse, Fußballspieler
- Alexander Kartweli, Flugzeugdesigner der Vereinigten Staaten
- Lewan Kobiaschwili, Fußballspieler
- Chwitscha Kwarazchelia, Fußballspieler
- Grigori Leps, Sänger
- Dawit Lortkipanidse, Paläoanthropologe & Entdecker des „Homo georgicus“
- Katie Melua, Sängerin
- Alexander Nadiradse, Raketeningenieur
- Alexander Nikuradse, Physiker und Geopolitiker
- Johann Nikuradse, Ingenieur und Physiker
- Merab Ninidze, Hauptdarsteller Nirgendwo in Afrika
- Grigol Ordschonikidse, sowjetischer Politiker
- Sachari Paliaschwili, Komponist
- Grigol Robakidse, Schriftsteller
- Mikheil Saakashvili, Politiker
- Eduard Schewardnadse, ehemaliger Außenminister der Sowjetunion und Staatspräsident Georgiens
- John M. Shalikashvili, ehemaliger Vorsitzender des Vereinigten Generalstabs der US-Streitkräfte
- Josef Stalin (Iosseb Bessarionis dse Dschughaschwili), erster Minister und Diktator der Sowjetunion
- Alexander Toradse, Pianist
- Maia Tschiburdanidse, ehemalige Schachweltmeisterin
- Micheil Tschiaureli, Filmregisseur
- Dito Tsintsadze, Filmregisseur
- Elisso Wirsaladse, Pianistin